# Panait Donici

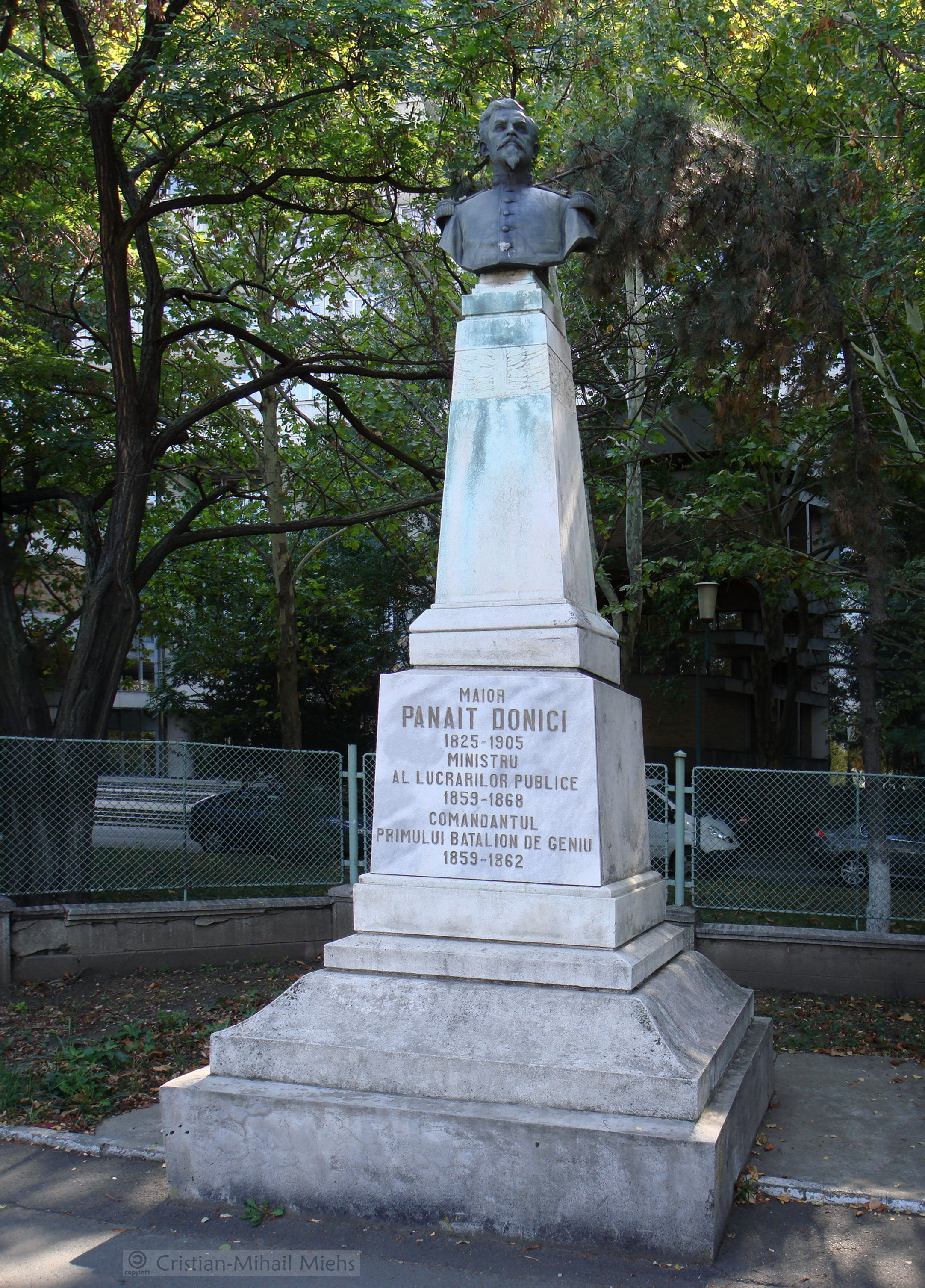
Monumentul lui Panait Donici din București. Monument istoric
cod LMI B-III-m-B-20011

Panaite Donici[A] (n. 1825, Sat Porcești (actual comuna Moldoveni, județul Neamț), județul Roman – d. 31 mai 1905, Roman) a fost un inginer, politician și ministru român.

## Biografie

### Anii timpurii
A fost fiul lui Miron Donici și al Paraschivei, sora marelui postelnic Dimitrie Drăghici (1780-1864). A urmat Academia Mihăileană la Iași și a studiat la Facultatea Tehnică de la Paris. În 1849, el și George Radu Melidon erau primii studenți romașcani la Paris. După terminarea studiilor în Franța, s-a numărat printre primii ingineri români, din a doua jumătate a secolului al XIX-lea, în domeniul construcțiilor.

### Carieră
Panaite Donici a deținut de-a lungul vieții funcțiile de Inspector general al Lucrărilor Publice în Moldova (1857-1859), ministru al Lucrărilor Publice în Moldova (aprilie 1859 - mai 1860), căpitan și comandant al Batalionului de geniu din Moldova (septembrie 1859 - decembrie 1860), căpitan și maior-comandant al Batalionului de geniu din Muntenia (decembrie 1860 - aprilie 1862) și ministru al Agriculturii, Comerțului și Lucrărilor Publice (noiembrie 1867 - februarie 1868).

### Realizări
Este întemeietor al Școlii Naționale de Poduri și Șosele din București (1864), autor a primei Legi a drumurilor din România . Este considerat „organizatorul trupelor de geniu” din România. Ca inginer în diverse departamente ale Moldovei, s-a ocupat de modernizarea unor obiective de interes național (poduri, depozite, edificii publice). Sub administrarea lui s-au construit podurile de la Giurgeni și Horia, lângă Roman. În 22 ianuarie 1869, împreună cu Leon Eraclide (ambii fiind deputați în Camera Legiuitoare), au votat înființarea Gimnaziului  „Roman Vodă”, la propunerea lui Costin Brăescu, care va fi deschis la 30 septembrie 1872.

## Scrieri
- Calendarul Bisericii din răsărit în stil vechi și stil nou, Craiova, 1898[2][3]
- Cuvântul defunctului Panaite Donici la sfințirea bisericii făcute de el în Comuna Elisabeta, județul Roman, 1905[2][3]
- Résumé du Calendrier de l'église d'Orient en Viene et en nouveau style, Imprimeria Națională, Iași, 1899[3]
- Etude sur la concordance des épactes avec le ciel, Imprimeria Națională, Iași, 1900[3].

## Imagini

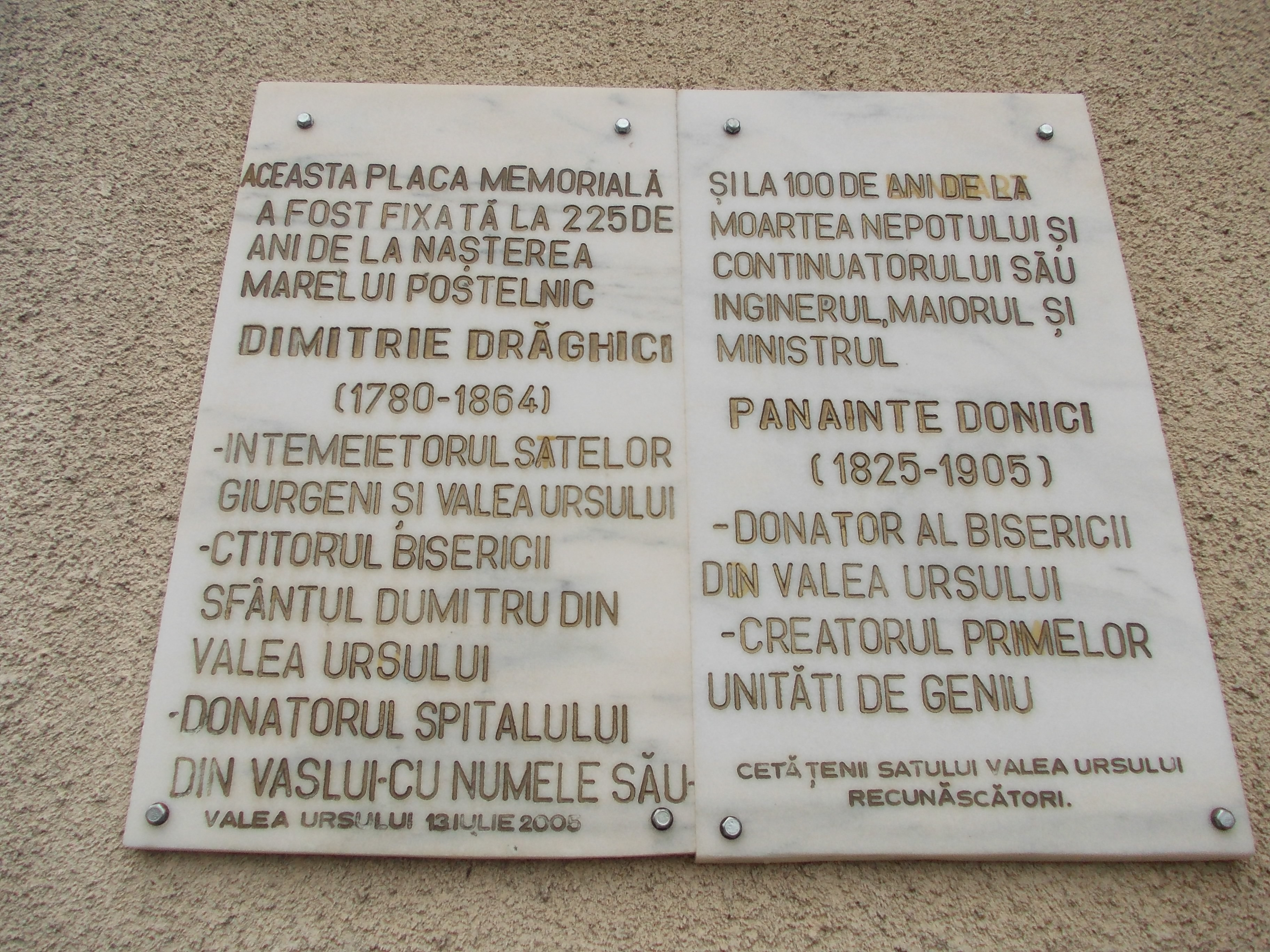
Placa comemorativă de la biserica Sf. Dumitru din localitatea Valea Ursului, Neamț, în curtea căreia se află mormântul lui Panait Donici
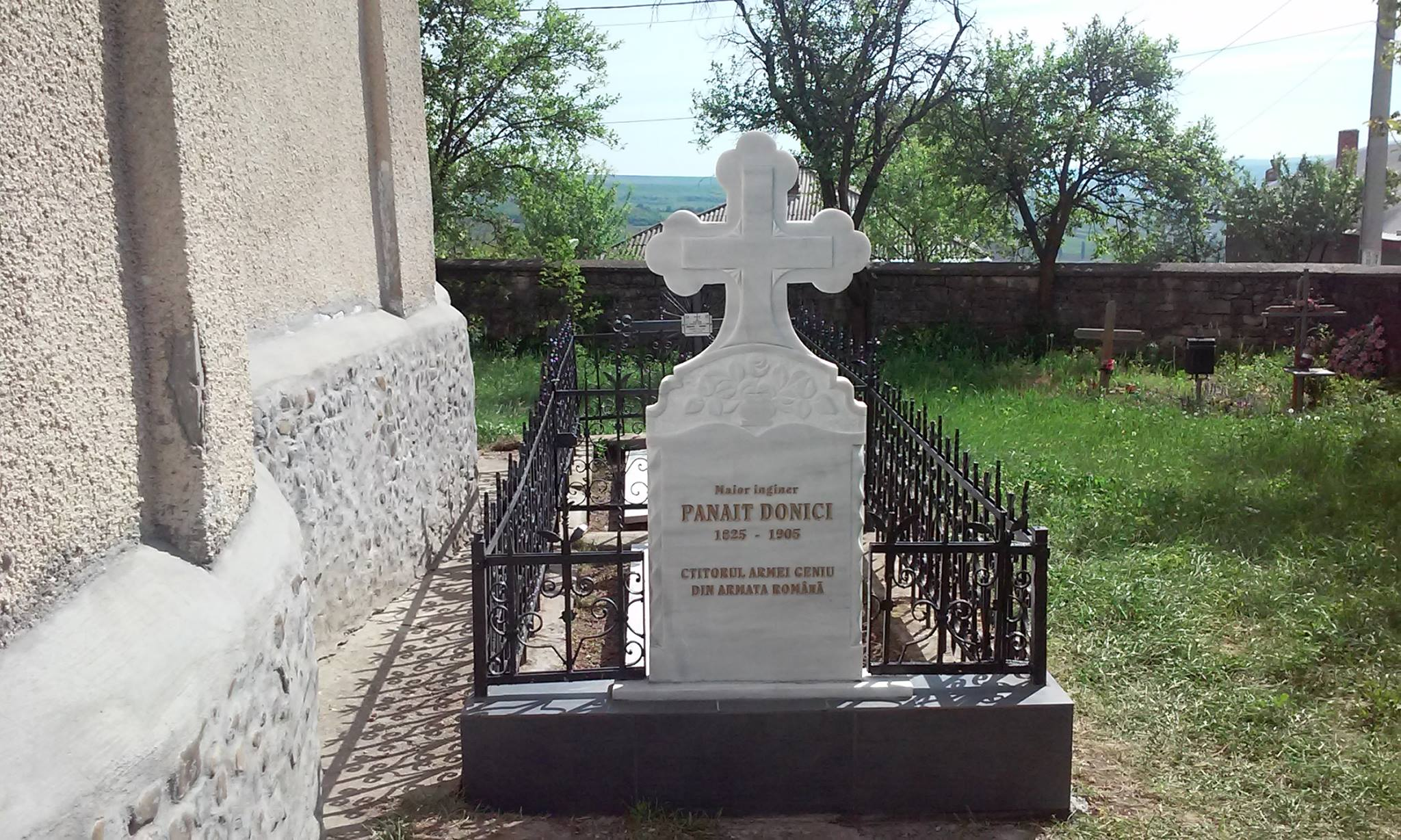
Mormântul lui Panait Donici, în localitatea Valea Ursului